# Austria en los Juegos Olímpicos de la Juventud 2018
Austria compitió en los Juegos Olímpicos de la Juventud 2018 en Buenos Aires, Argentina, celebrados entre el 6 y el 18 de octubre de 2018. Su delegación logró una medalla de oro, una de plata y siete de bronce.

## Medallero
| Medalla       | Oro | Plata | Bronce | Total |
| ------------- | --- | ----- | ------ | ----- |
| Total oficial | 1   | 1     | 7      | 9     |

## Ciclismo
Austria clasificó a un equipo combinado de mujeres en función de su clasificación en el Ranking Juvenil de Naciones.
- Equipo femenino - 1 equipo de 2 atletas

## Baile deportivo
Austria clasificó a una bailarina en base a su desempeño en el Campeonato Mundial Juvenil de 2018.
- Femenino individual - 1 plaza

## Esgrima
Austria clasificó a un atleta en base a su desempeño en el Campeonato Mundial de 2018.
- Epée masculino - Alexander Biro

## Gimnasia

### Trampolín
Austria clasificó a un gimnasta por su desempeño en el Campeonato Europeo Juvenil de 2018.
- Trampolín masculino - 1 plaza

## Hockey 5

### Femenino

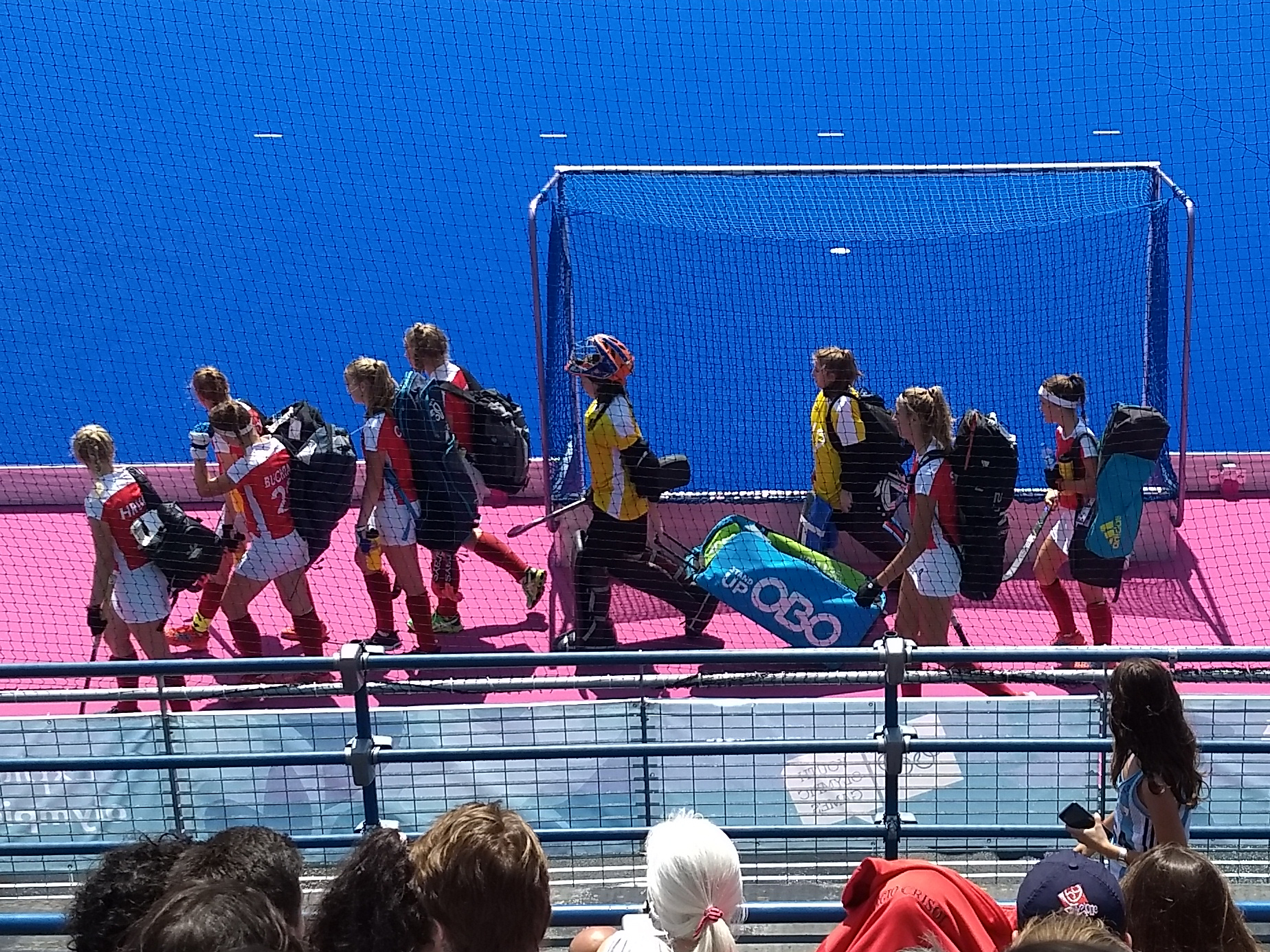
El equipo de hockey 5 de Austria antes del partido frente a Argentina.

El equipo de Austria clasificó por ser campeón en el EuroHockey5s Championships de 2017. Ya en los Juegos Olímpicos, integró el grupo A. Sufrió derrotas los primeros días por 4-2 frente a India y 6-0 frente a Argentina. Luego venció 2-1 a Uruguay, perdió 1-2 con Sudáfrica, y venció por 14-0 a Vanuatu. Logró clasificar último del grupo a los cuartos de final. En esa instancia perdió con China en penales tras empatar 1-1. En las semifinales para determinar del quinto al octavo puesto, venció a Polonia por 3-1. Y en la final por el quinto puesto perdió frente a Australia por 3-0. Así, el equipo femenino de Austria finalizó sexto en el torneo olímpico.

## Vela
Austria clasificó un barco según su rendimiento en el Campeonato Mundial Nacra 15 de 2018.
- Nacra 15 mixto - 1 bote

## Escalada deportiva
Austria clasificó a tres atletas en esta disciplina.
- Combinado masculino - 1 plaza (Nikolai Uznik)
- Combinado femenino - 2 plazas (Sandra Lettner, Laura Lammer)